# Yoshimatsu Oyama
Yoshimatsu Oyama, är en japansk tidigare fotbollsspelare.